# Let It Flow (bài hát)
"Let It Flow" là bài hát của ca sĩ R&B người Mỹ Toni Braxton. Được sáng tác và sản xuất bởi Babyface, ca khúc được thu âm, và đưa vào album nhạc phim của bộ phim điện ảnh Waiting to Exhale (1995).
"Let It Flow" được phát hành thành đĩa đơn đĩa đơn kép mặt A với "You're Makin' Me High",  đĩa đơn mở đường cho album phòng thu thứ hai của Braxton, Secrets (1996). Tại thời điểm ca khúc xuất hiện trên các bảng xếp hạng, "Let It Flow" được phát với tần suất lớn trên các đài phát thanh airplay của Hoa Kỳ, và hai bài hát cuối cùng đã giành ngôi quán quân Billboard Hot 100 và Hot R&B/Hip-Hop Songs.

## Video âm nhạc
Video âm nhạc cho "Let It Flow" được đạo diễn bởi Herb Ritts với hình ảnh làn nước trong suốt. Toni đang hát trong khi những người đàn ông sơn màu xanh trên người vây quanh cô, và hình ảnh này được chiếu xen kẽ với những bức hình người đàn ông ở phía sau và phía trước màn hình có dòng nước chảy. Toni cũng hát khi đang ngồi trên một chiếc phao trắng ở giữa sóng nước rộng lớn.

## Tiếp nhận
Đĩa đơn kép mặt A này ra mắt ở vị trí số 7 trên Hot 100 và ở vị trí á quân của Hot R&B Singles, trong ấn bản ra ngày 8 tháng 6 năm 1996, trở thành đĩa đơn đầu tay đạt vị trí cao nhất của Braxton. Ca khúc cuối cũng đã nắm giữ ngôi vị quán quân Hot 100 trong một tuần, và Hot R&B Singles trong hai tuần, qua đó trở thành đĩa đơn quán quân đầu tiên của cô trên hai bảng xếp hạng này. Do liên tục xuất hiện trên Hot R&B Singles, ca khúc đã đạt đĩa đơn R&B quán quân trong ấn bản cuối năm 1996 của tạp chí Billboard. Doanh số của đĩa đơn vượt 1.500.000 bản tại Hoa Kỳ, và nó được chứng nhận bạch kim bởi RIAA vào ngày 17 tháng 7 năm 1996.
Ngay khi album nhạc phim phát hành, ca khúc nhận được sự khen ngợi từ các nhà phê bình, và được chọn là một trong số các bài hát hay nhất của album. Stephen Holden, nhà phê bình âm nhạc của tờ New York Times, gọi bài hát là "một bài pop nhỏ táo bạo" và nói thêm "Braxton hát một với một sự tức giận đầy đen tối, và nét tối, giọng hát nữ trầm sần sật của cô truyền tải một hỗn hợp đầy thuyết phục của sự tức giận và ham muốn khoái lạc."

## Xếp hạng
| Bảng xếp hạng (1996)                     | Vị trí cao nhất |
| ---------------------------------------- | --------------- |
| Hoa Kỳ Billboard Hot 100                 | 1               |
| Hoa Kỳ Billboard Hot R&B/Hip-Hop Songs   | 1               |
| Hoa Kỳ Billboard Hot Dance Singles Sales | 2               |
| Hoa Kỳ Billboard Adult Contemporary      | 9               |

| Bảng xếp hạng (1996)     | Vị trí |
| ------------------------ | ------ |
| Hoa Kỳ Billboard Hot 100 | 9      |
| Bảng xếp hạng (1997)     | Vị trí |
| Hoa Kỳ Billboard Hot 100 | 98     |

| Bảng xếp hạng (1990–1999) | Vị trí |
| ------------------------- | ------ |
| Hoa Kỳ Billboard Hot 100  | 68     |